# Haiti világörökségi helyszínei
Haiti területéről eddig egy helyszín került fel a világörökségi listára, két helyszín a javaslati listán várakozik a felvételre.
| | Nemzeti Történelmi Park |
| 1982 |                         |
| Kulturális (IV)(VI) |                         |
| Védett terület: 25 285,6 ha, hivatkozás: 180 |                         |
| A nemzeti parkot 1978-ban elnöki rendeletre hozták létre. Az ország északnyugati részén elterülő 25 négyzetkilométeres park 19. század elejéről származó épületei Haiti Franciaországtól való függetlenné válására emlékeztetnek. Az építkezéseket Henri Christophe, egy volt tábornok utasítására kezdték el, aki 1811-ben királlyá kiáltotta ki magát. A dús növényzettel borított, hegyes-völgyes vidéken található építményeket szabadságukat visszanyert egykori rabszolgák emelték. A nemzeti parkhoz a Citadella, a Sans Souci kastély és Ramiers romjai tartoznak. A Citadella, a 19. századi katonai célú építészet kiemelkedő példája mintegy tízezer négyzetméteren helyezkedik el 970 méter tengerszint feletti magasságban. Az erőd befogadóképessége elérte az 5000 főt. Védelmére nagyméretű vastag falakat építettek, ami majdnem bevehetetlenné tette, vízellátását bonyolult víztároló rendszer biztosította. A Sans Souci Palota 1807-ben eklektikus stílusban épült. A palota eredetileg 20 hektárnyi területen feküdt, napjainkra a korábban kórházként és fegyverraktárként is használt épületből csak romok maradtak meg. Ramiers lakóépületeit a király halála után lerombolták. |                         |

## Elhelyezkedése
| Nemzeti Történelmi Park |

## Javasolt helyszín
| Megnevezés                       | Kép | Típus      | Kritérium     | Év   | Link |
| -------------------------------- | --- | ---------- | ------------- | ---- | ---- |
| Matheux Nemzeti Történelmi Park  |     | Kulturális | II, IV, V, VI | 2024 |      |
| Jacmel történelmi városközpontja |     | Kulturális | II, IV        | 2004 |      |